# Dios (album)
 (mars 2025).
Albums de Charles Aznavour
Al dormir junto a ti
(1978) Cuando estás junto a mí
(1996)
Dios (Dieu) est le 5e album studio de Charles Aznavour en espagnol. Il sort en 1981.

## Liste des chansons
| 1. | Dios (Dieu)                                       | Jacques Plante / Charles Aznavour (Adapt. Horacio Ferrer)     | 02:21 |
| 2. | Ser (Être)                                        | Charles Aznavour / Georges Garvarentz (Adapt. Horacio Ferrer) | 03:57 |
| 3. | Y no tenemos quince años (On n'a plus quinze ans) | Charles Aznavour / Georges Garvarentz (Adapt. Horacio Ferrer) | 03:46 |
| 4. | Los días felices (Les jours heureux)              | Charles Aznavour (Adapt. Horacio Ferrer)                      | 04:04 |
| 5. | Y yo en mi rincón (Et moi dans mon coin)          | Charles Aznavour (Adapt. Horacio Ferrer)                      | 03:34 |

| 6.  | Más nada (Plus rien)                          | Charles Aznavour / Georges Garvarentz (Adapt. Horacio Ferrer) | 03:51 |
| 7.  | Maria cuando te vas (Marie quand tu t'en vas) | Charles Aznavour / Gilbert Bécaud (Adapt. Horacio Ferrer)     | 03:12 |
| 8.  | Pero fue ayer (Mais c'était hier)             | Charles Aznavour (Adapt. Horacio Ferrer)                      | 03:50 |
| 9.  | Te amo (Je t'aime)                            | Guy Bontempelli / Charles Aznavour (Adapt. Horacio Ferrer)    | 04:17 |
| 10. | El amor glotón (Par gourmandise)              | Charles Aznavour (Adapt. Horacio Ferrer)                      | 03:13 |